# 都坝乡
都坝乡，是中华人民共和国四川省绵阳市北川羌族自治县曾经下辖的一个乡。2019年12月，撤销都坝乡和贯岭乡，设立都贯乡。

## 行政区划
都坝乡撤销前下辖以下地区：
都坝社区、民权村、水井村、国际村、皇帝庙村、油坊村和柳坪村。